# استراتيجية التطعيم بالنبض

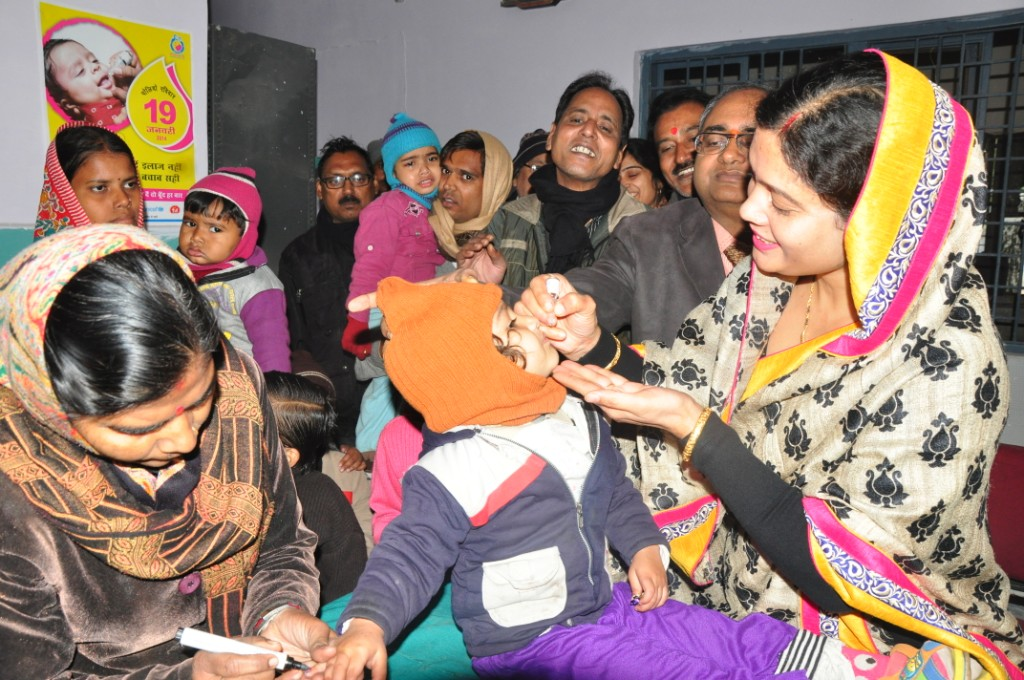

استراتيجية التطعيم بالنبض هي طريقة تستخدم للقضاء على الوباء عن طريق التطعيم المتكرر لمجموعة معرضة للخطر، على مدى عمر محدد، إلى أن يتوقف انتشار العامل المرضي. ويستخدم أثناء انتشار الأوبئة مثل الحصبة وشلل الأطفال لوقف انتشاره واحتواء تفشي المرض بسرعة.

## النموذج الرياضي
وهو المواد القابلة للتحصين في وقت قصير نسبياً فإن ذلك يعطي المعادلات التفاضلية التالية للمواضيع الحساسة والملقحة التي ترمز بالحرف (P) ومعدل الوحدات الزمنية جزءاً ثابتاً الذي يرمز بالحرف (T) عندما يساوي
{\displaystyle {\frac {dS}{dt}}=\mu N-\mu S-\beta {\frac {I}{N}}S,S(nT^{+})=(1-p)S(nT^{-})n=0,1,2,\dots }
{\displaystyle {\displaystyle {\frac {dV}{dt}}=-\mu V,V(nT^{+})=V(nT^{-})+pS(nT^{-})n=0,1,2,\dots }}
يحصل المرء على إن ديناميكيات الأشخاص المعرضين تعطى بواسطة I يساوي صفراً 
{\displaystyle S^{*}(t)=1-{\frac {p}{1-(1-p)E^{-\mu T}}}E^{-\mu MOD(t,T)}}
وإن حالة الاستئصال هي: 
{\displaystyle R_{0}\int _{0}^{T}{S^{*}(t)dt}<1}

## الوصلات الخارجية
- جدول تحصين الأطفال (باللغة الإنجليزية) في المملكة المتحدة، المنشور من قبل وزارة الصحة في المملكة المتحدة
- موقع الإلكتروني CDC.gov (باللغة الإنجليزية) برنامج التحصين الوطني: قيادة الطريق إلى حياة صحية، مراكز الولايات المتحدة لمكافحة الأمراض
- موقع الإلكتروني CDC.gov (باللغة الإنجليزية) الجدول الزمني للقاحات
- تاريخ التطعيم (باللغة الإنجليزية): موقع التعليم الطبي من كلية أطباء فيلادلفيا أقدم جمعية طبية مهنية في الولايات المتحدة
- صور الأمراض التي يمكن الوقاية منها باللقاحات (باللغة الإنجليزية)